# Округ Атер Тејл (Минесота)
Атер Тејл (енгл. Otter Tail County) је округ у америчкој савезној држави Минесота.

## Демографија
По попису из 2010. године број становника је 57.303, што је 144 (0,3%) становника више него 2000. године.
| Група             | 2000.          | 2010.          |
| Белци             | 55.137 (96,5%) | 54.244 (94,7%) |
| Афроамериканци    | 163 (0,3%)     | 430 (0,8%)     |
| Азијати           | 251 (0,4%)     | 271 (0,5%)     |
| Хиспаноамериканци | 957 (1,7%)     | 1.490 (2,6%)   |
| Укупно            | 57.159         | 57.303         |